# Ricardo Puig
Ricardo Álvarez Puig (ur. 11 września 1984 w Vigo) – hiszpański piłkarz występujący na pozycji obrońcy w Gironie.